# Prosopocoilus marginatus
Prosopocoilus marginatus là một loài bọ cánh cứng trong họ Lucanidae. Loài này được Lacroix & Ratti mô tả khoa học năm 1973.